# لفت هند (ویرجینیای غربی)
لفت هند (به انگلیسی: Left Hand) یک منطقهٔ مسکونی در ایالات متحده آمریکا است که در شهرستان روان، ویرجینیای غربی واقع شده‌است. لفت هند ۳۹۰ نفر جمعیت دارد و ۲۲۱٫۹ متر بالاتر از سطح دریا واقع شده‌است.